# Richard Burgi
Richard William Burgi (sinh ngày 30 tháng 7 năm 1958) là một nam diễn viên người Mỹ.